# Shohei Kishida
Shohei Kishida (født 3. april 1990) er en japansk fodboldspiller, som spiller for den japanske fodboldklub Mito HollyHock.